# Alfambra (Teruel)

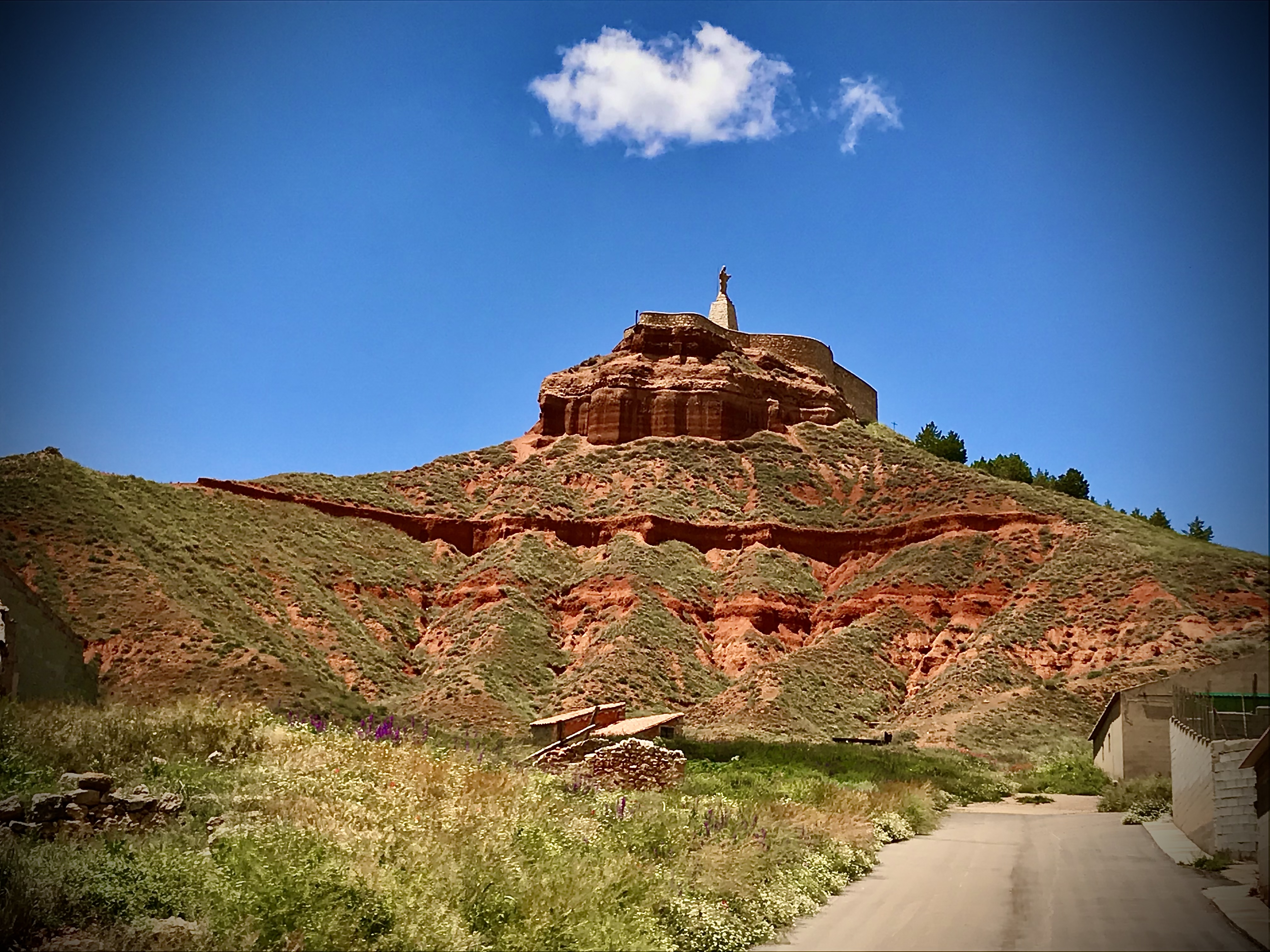
Alfambra – Christusstatue auf dem Ortsberg

Alfambra ist ein Bergdorf und eine Gemeinde mit nur noch 487 Einwohnern (Stand: 2024) in der Provinz Teruel in der autonomen Region Aragonien im östlichen Zentrum von Spanien.

## Lage und Klima
Der Ort Alfambra liegt am gleichnamigen Fluss im von Bachläufen (barrancos) durchzogenen gebirgigen Zentrum der Provinz knapp 27 km (Fahrtstrecke) nördlich der Provinzhauptstadt Teruel in einer Höhe von ca. 1045 m; bis nach Valencia sind es etwa 165 km in südöstlicher Richtung. Die Mittelmeerküste ist annähernd 100 km (Luftlinie) entfernt. Das Klima ist meist warm und trocken; der eher spärliche Regen (ca. 350 mm/Jahr) fällt überwiegend in den Wintermonaten.

## Bevölkerungsentwicklung
| Jahr      | 1857 | 1900 | 1950 | 2000 | 2022 |
| Einwohner | 1210 | 1335 | 1516 | 645  | 490  |

Die Mechanisierung der Landwirtschaft sowie die Aufgabe bäuerlicher Kleinbetriebe („Höfesterben“) und der daraus resultierende Verlust an Arbeitsplätzen haben seit der Mitte des 20. Jahrhunderts zu einer Landflucht und zu einem deutlichen Bevölkerungsrückgang geführt.

## Wirtschaft
Nur etwa ein Viertel des Gemeindegebietes wird landwirtschaftlich genutzt, wobei der Anbau von Getreide, Melonen und die Weidewirtschaft im Vordergrund stehen.

## Geschichte
Eisenzeitliche und antike Funde wurden auf dem Gemeindegebiet entdeckt. Im 8. Jahrhundert eroberten die Mauren beinahe die gesamte Iberische Halbinsel. Die Gegend wurde im Jahr 1169 von König Alfonso II. zurückerobert (reconquista); danach befand sie sich jahrhundertelang in Händen verschiedener Ritterorden. Während des Spanischen Bürgerkriegs (1936–1939) wurden die Ausstattung der Kirche und das Archiv des Ortes zerstört.

## Sehenswürdigkeiten
- Eine im Mittelalter erbaute Burg (castillo) ist nur noch in Ruinen erhalten.[5]
- Die im 17. Jahrhundert erbaute einschiffige gotische Iglesia de la Asunción de Nuestra Señora ist der Himmelfahrt Mariens geweiht. Die Kirche hat mehrere Seitenkapellen auf der Nordseite, ein Portal auf der Südseite sowie eine polygonal gebrochene Apsis[6]
- Im Jahr 1770 wurde die Iglesia de Aguilar fertiggestellt, deren charakteristisches Merkmal die beiden achteckigen Obergeschosse des Glockenturms (campanario) sind.[7]
- Auf dem markanten Felsen beim heutigen Ort wurde im Jahr 1956 eine ca. 7 m hohe Christusstatue errichtet, die auf einem knapp 20 m hohen Steinsockel steht.[8]

Umgebung
- Ca. 7 km westlich des Ortes befindet sich die – von Nebengebäuden gerahmte – schlichte Ermita de Santa Ana. Im Innern der Kapelle wurden Reste von spätgotischen Wandfresken freigelegt.[9]